# Sonata per pianoforte n. 1 (Brahms)
La Sonata per pianoforte n. 1 in do maggiore, op. 1, è una composizione di Johannes Brahms. 

## Storia
La Sonata fu ultimata ad Amburgo nel 1853 e pubblicata lo stesso anno. Benché fosse la sua prima opera pubblicata, Brahms in realtà la compose successivamente alla Sonata per pianoforte n. 2 in fa diesis minore, pubblicata come op. 2. Brahms scelse di dare la precedenza alla sonata in do maggiore in quanto la reputava di migliore qualità. Il compositore inviò entrambe le sonate all'editore Breitkopf & Härtel accompagnate da una lettera di raccomandazione da parte di Robert Schumann, che all'epoca aveva già lodato pubblicamente Brahms in modo entusiastico. La Sonata op. 1 manifesta una volontà di destare impressione per le sue difficoltà tecniche e il suo carattere drammatico; fu dedicata a Joseph Joachim.

## Analisi
La sonata è in quattro movimenti:
- Allegro (do maggiore);
- Andante (nach einem altdeutschen Minneliede) (do minore; termina in do maggiore);
- Allegro molto e con fuoco -- Più mosso (mi minore - do maggiore - mi minore);
- Allegro con fuoco -- Presto non troppo ed agitato (do maggiore).

Il primo movimento è in forma sonata e presenta la ripetizione dell'esposizione. L'inizio del primo tema è simile a quello della Sonata op. 106 di Beethoven. Il secondo movimento è un tema con variazioni ispirato alla canzone popolare tedesca Verstohlen geht der Mond auf, che lo stesso Brahms in seguito trascrisse per coro femminile nel 1859 (WoO 38/20). Il terzo movimento è uno scherzo con relativo trio. Il quarto movimento è un rondò dalla forma piuttosto libera, in cui il tema principale cambia notevolmente ad ogni sua ricorrenza. Fra il primo e l'ultimo movimento esistono dei richiami tematici.

## Testo della canzone
| Verstohlen geht der Mond auf. Blau, blau Blümelein! Durch Silberwölkchen führt sein Lauf. Blau, blau Blümelein! Rosen im Tal, Mädel im Saal, O schönste Rosa! | Sorge furtivamente la luna. O azzurro, azzurro fiorellino! Attraverso nuvolette argentee si fa strada. O azzurro, azzurro fiorellino! Rose nella vallata, Fanciulla nella sala, O più bella Rosa! |

## Interpretazioni
Fra le più notevoli interpretazioni discografiche della Sonata n. 1 si segnalano quella di Julius Katchen (facente parte della sua fondamentale edizione integrale delle composizioni di Brahms per pianoforte solo) e quella di Svjatoslav Richter.